# Daniel Howard

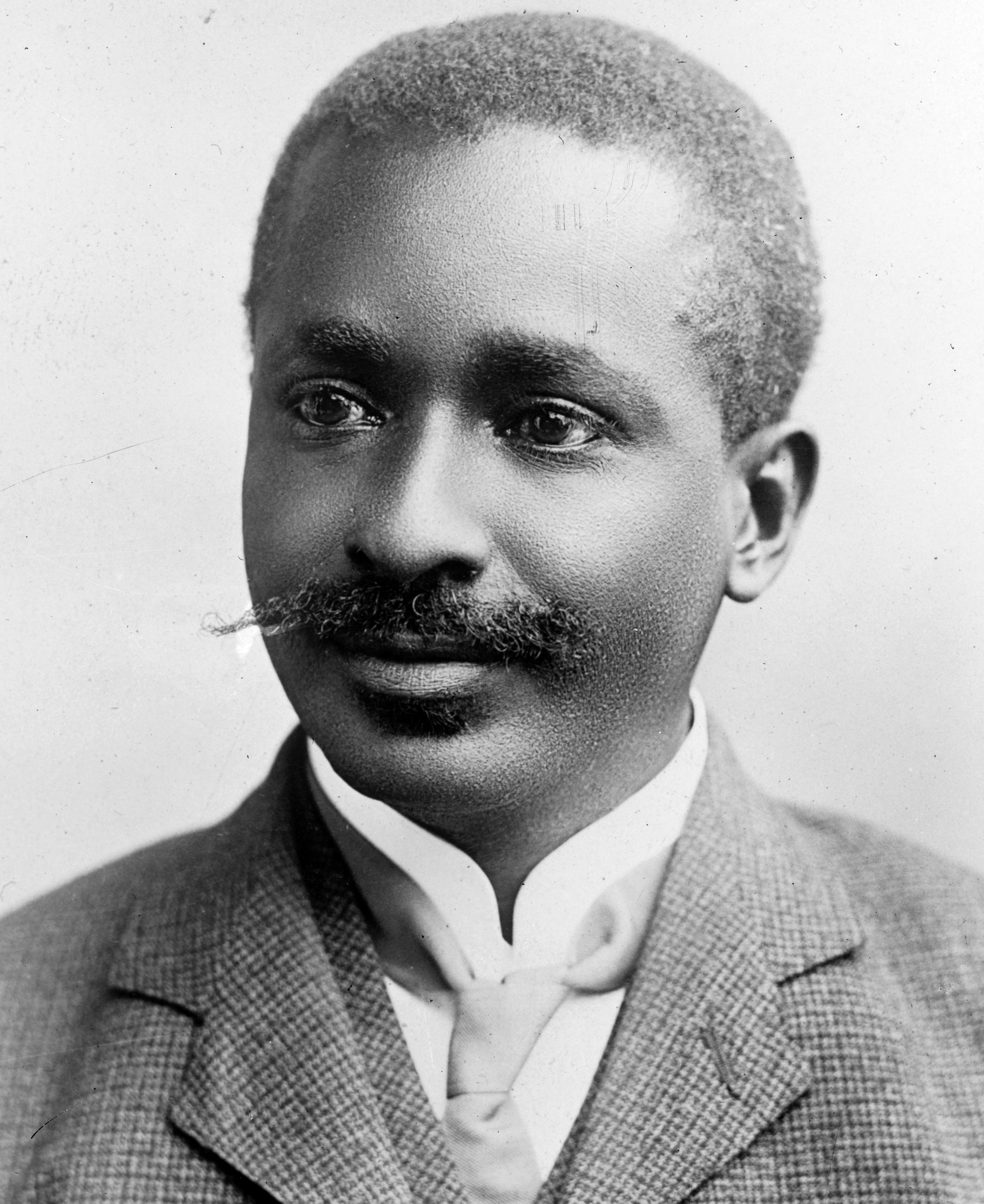
Daniel Edward Howard (1861-1935)

Daniel Edward Howard (Buchanan, Grand Bassa County 4 augustus 1861 - Monrovia, Liberia 9 juli 1935) was de zestiende president van Liberia van 1 januari 1912 tot 5 januari 1920. Een deel van zijn ambtstermijn viel samen met de Eerste Wereldoorlog (1914-1918).

## Biografie
Howard was de eerste president van Liberia die niet in het buitenland geboren werd. Hij behoorde tot de Americo-Liberianen en volgde zijn opleiding in Monrovia, onder meer aan het prestigieuze Liberia College. Hij was daarna privésecretaris van president Hilary R.W. Johnson (1884); klerk bij de rechtbank van Montserrado County (1892) en secretaris van de True Whig Party (1900), gouverneur (Superintendent) van Montserrado County (1900-1904).
In 1904 trad hij toe tot de regering als minister van Financiën (Schatkistbewaarder); een functie die hij bekleedde tot 1912. In mei 1911 werd hij tot president gekozen. Hij vervolgde het beleid van zijn voorgangers om de binnenlanden verder onder het gezag van Monrovia te brengen. Hij ontmoette en vergaderde met regelmaat met de stamhoofden (Chiefs) die hij door de regering werden benoemd. In 1912 slaagde hij erin een internationale lening af te sluiten.
Bij het uitbreken van de Eerste Wereldoorlog (1914) verklaarde hij Liberia neutraal. De neutraliteit werd echter geschonden door de Duitsers die in 1917 met een onderzeeër Monrovia onder vuur namen en waarbij verschillende doden vielen en zware beschadigingen werden aangebracht aan de stad. De Duitsers hadden het voorzien op de door de Fransen in Liberia geïnstalleerde en bemande (draadloze) radioverbinding. (De Duitsers achtten dit in strijd met de neutraliteit van Liberia.) Als gevolg hiervan verklaarde Liberia de oorlog aan de Centrale mogendheden (Duitsland en bondgenoten), ondanks het feit dat Duitsland de belangrijkste handelspartner van het land was.
In 1919 sloot Liberia zich aan bij de Volkenbond. Howard werd in 1920 opgevolgd door Charles D.B. King. Hij overleed op 9 juli 1935 in Monrovia.